# Straßenbahn Caen
Die Straßenbahn Caen (frz. Tramway de Caen) ist das Straßenbahnsystem der französischen Stadt Caen. Die Inbetriebnahme der ersten drei Linien erfolgte am 27. Juli 2019.
Ein meterspuriges elektrisches Straßenbahnnetz existierte in Caen ab 1901. Zugunsten des Betriebs mit Omnibussen wurde es 1937 stillgelegt.

## Erste Straßenbahn

### Geschichte

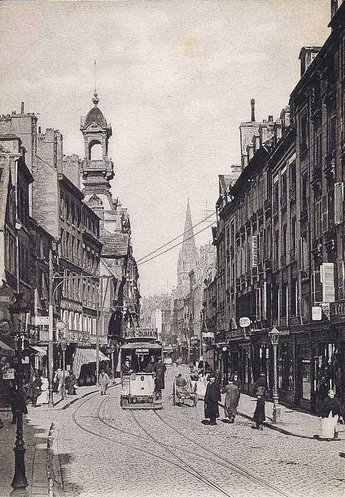
Ausweiche der meterspurigen Straßenbahn in der Rue Saint-Jean

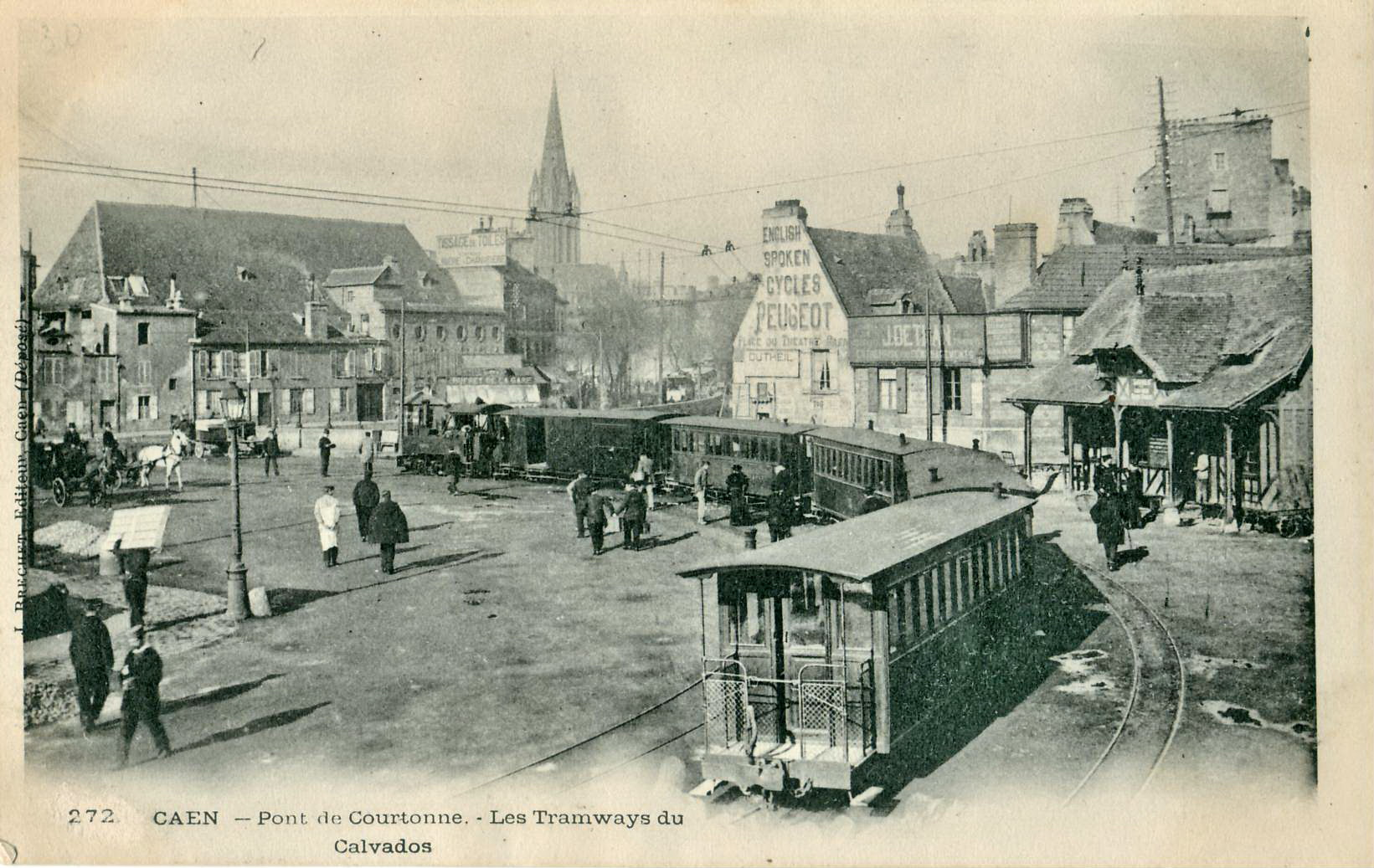
Bahnhof Saint-Pierre mit Zug der Chemins de fer du Calvados

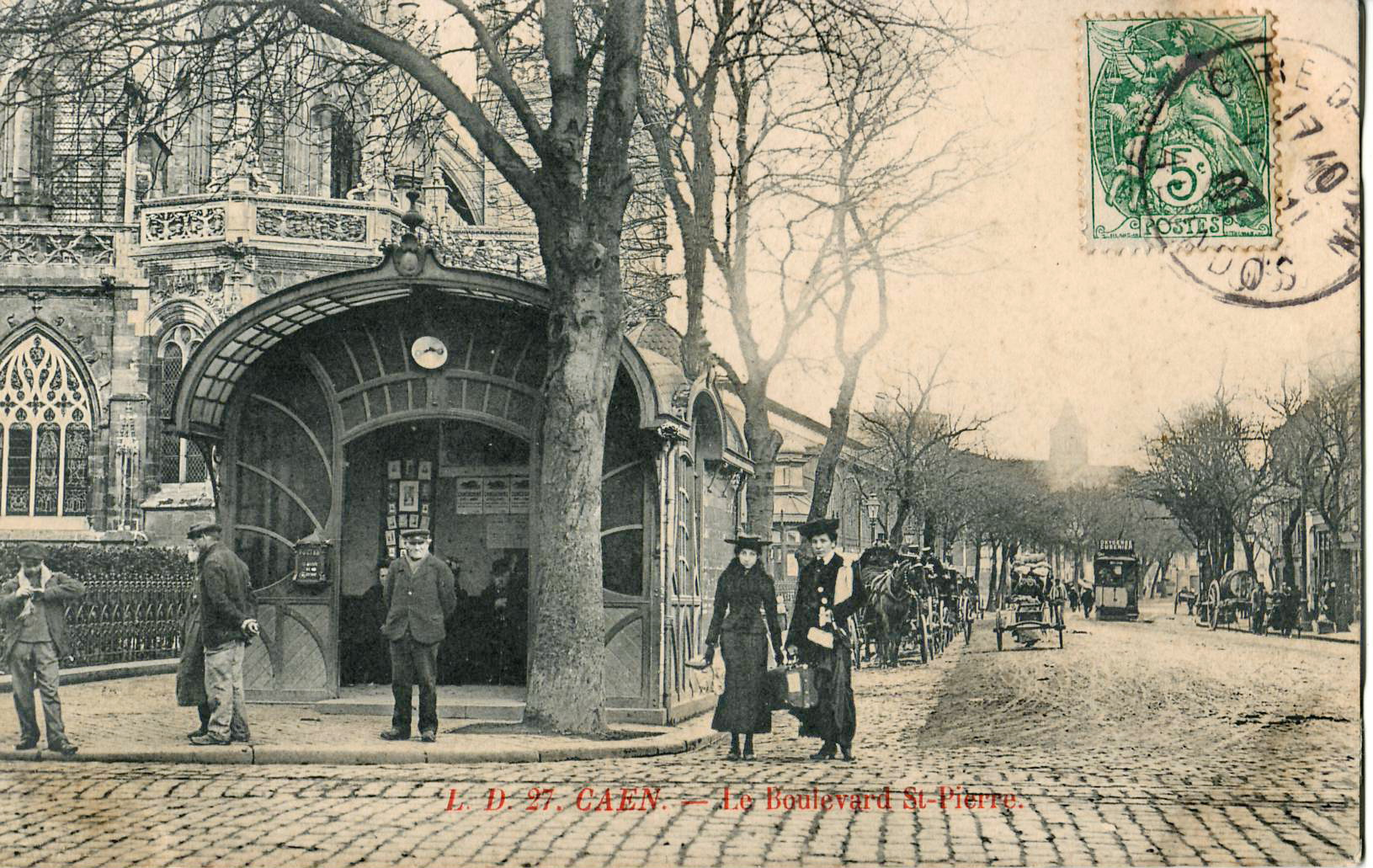
Wartehäuschen der Straßenbahn im Stil des Art nouveau

Am 27. April 1895 wurde in Caen eine Pferdeomnibuslinie in Betrieb genommen, die den Bahnhof Gare de l’Ouest (heutiger Hauptbahnhof) mit der Place des Petites-Boucheries verband. Die Omnibusse des Typs Car Ripert verkehrten von zunächst 7:30 bis 21:00 Uhr im 20-Minuten-Takt. Bereits im selben Jahr wurde der Betrieb ausgeweitet und der Verkehrszeitraum verlängert, ab Mitte Mai 1898 fuhren die Fahrzeuge alle zehn Minuten von den Endstationen ab.
Ende 1896 erwog der Stadtrat erstmals die Einführung einer elektrisch angetriebenen Straßenbahn. Im Januar 1897 ersuchten die Betreiber der Straßenbahn von Châlons-sur-Marne um die Konzession für Caen. Die in Paris ansässige Compagnie générale de traction wurde am 14. April 1897 mit dem Bau von drei Straßenbahnlinien innerhalb von zwei Jahren und deren Betrieb beauftragt. Zahlreiche Änderungswünsche verzögerten jedoch den Baubeginn. Im Juni 1899 wurde mit der Errichtung des Elektrizitätswerks und ersten Arbeiten im Straßenbereich begonnen. Die Anlieferung des Gleismaterials ließ jedoch auf sich warten, erst Ende Januar 1900 kamen die Schienen in Caen an. Am 23. April jenes Jahres wurden an der Endstation La Maladrerie die ersten Gleise verlegt.
Am 19. Januar 1900 vereinbarte die Stadt mit der Compagnie générale de traction die Schaffung einer Aktiengesellschaft als Betreiber des Straßenbahnbetriebs. Als solche wurde im Sommer 1900 die Compagnie des tramways électriques de Caen (TEC) gegründet, an der die Compagnie générale de traction mehr als 90 % der Anteile hielt.
Die erste elektrische Straßenbahnlinie mit der Nummer 1 ging am 2. Dezember 1901 in Betrieb. Sie verband die Bahnhöfe Gare de l’Ouest und Gare Saint-Martin. Eine Woche später folgte die Linie 2, die von der Rue de Falaise in den Vorort La Maladrerie führte. Die Linie 3 vom Pont de Courtonne am Bahnhof Saint-Pierre der schmalspurigen Chemins de fer du Calvados zum Vorort Venoix wurde am 21. Dezember 1901 eröffnet. Die Chemins de fer du Calvados bedienten, mit Dampfzügen auf Gleisen der Spurweite 600 mm, von Saint-Pierre aus Ouistreham und weitere Küstenorte.
Verlängerungen und neue Strecken wurden geplant, aber letztlich nicht ausgeführt. Erst im November 1919 wurde ein Abschnitt der Strecke nach Clopée fertiggestellt, aufgrund von Differenzen bezüglich der Aufteilung der Betriebskosten ging die Strecke aber nie in Betrieb. Am 1. Dezember 1918 wurden Linienführungen geändert und eine neue Linie 5 eingeführt, die im regulären Linienverkehr aber nur bis Juni 1920 überlebte. Nach dem Ersten Weltkrieg verschlechterte sich die Bilanz der Betreibergesellschaft, die daraufhin die Fahrscheine verteuerte und Umsteigefahrscheine abschaffte. Streitigkeiten mit der Stadt bezüglich des Ausgleichs von Sonderlasten führten sogar zu einer vorübergehenden Einstellung des Betriebs.
Ab 1932 bemühte sich die Stadtverwaltung, die Straßenbahn durch Omnibusse zu ersetzen. Eine erste Buslinie führte ab dem 1. August jenes Jahres zum Krankenhaus Hôpital Clemenceau, wohin einst eine Straßenbahnstrecke nicht verwirklicht worden war. Betreiber der Busse wurde wiederum die TEC. Am 23. Januar 1937 verkehrte letztmals eine Straßenbahn auf dem meterspurigen Netz von Caen.

### Fahrzeuge

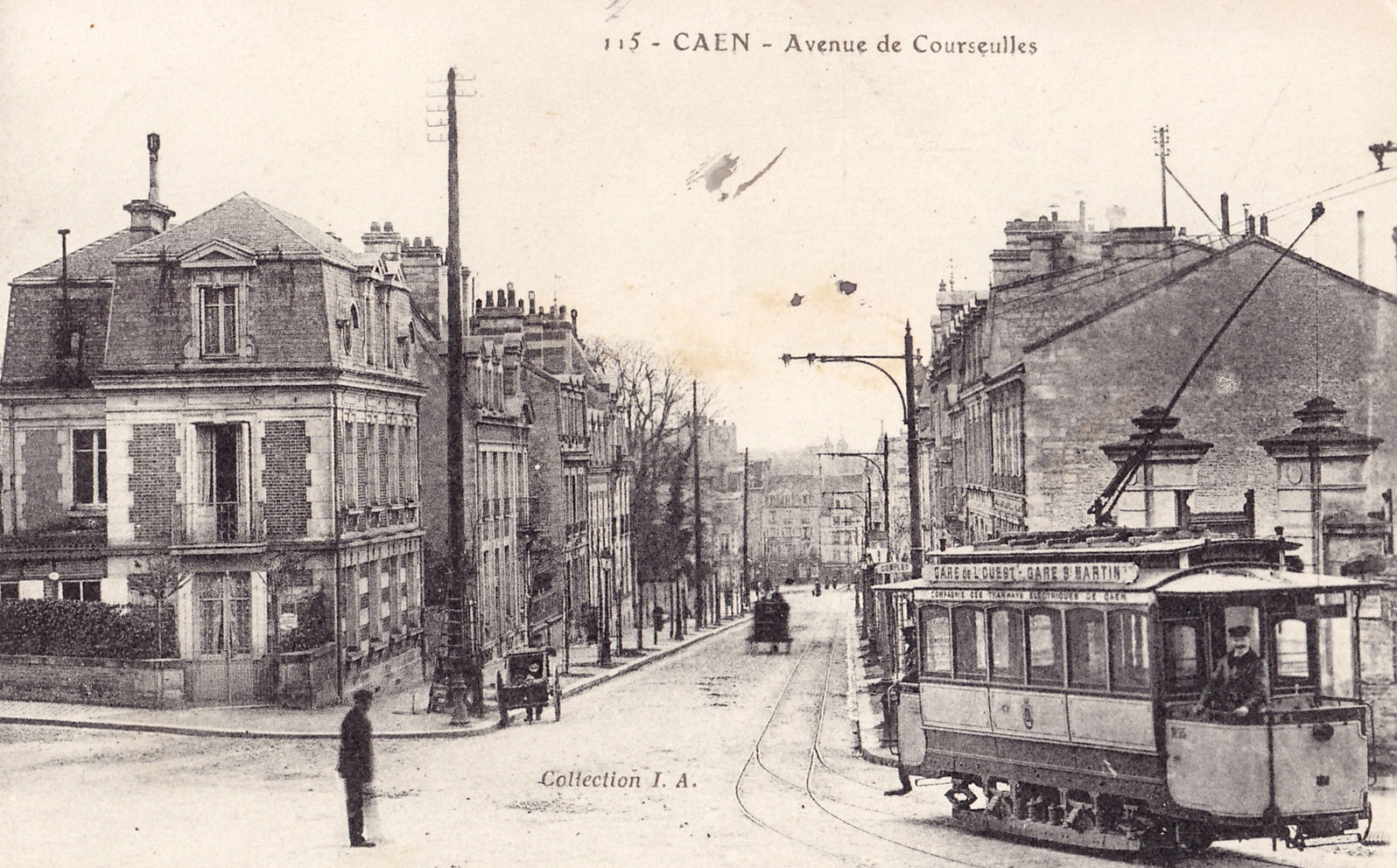
Triebwagen der Linie 1 in der Avenue de Courseulles

Die Straßenbahn wurde mit einer Gleichspannung von 500 Volt betrieben, die den zweiachsigen Fahrzeugen über einen Stangenstromabnehmer mit Kontaktrolle aus einem Fahrdraht zugeführt wurde. Wegen der starken Steigungen wiesen die Triebwagen zwei Motoren à 25 PS auf. Drei Bremssysteme (zwei Arten von Klotzbremsen, elektrische Bremse und Druckluftbremse) sorgten für die Sicherheit auf Gefällestrecken.
Entsprechend den Vorgaben des Lastenhefts waren die Triebwagen 8,30 m lang und nur 1,99 m breit. Sie wiesen 30 Sitzplätze, davon sechs der ersten Klasse, sowie 24 Stehplätze auf den Plattformen auf. Auf der Linie 3 kamen auch Beiwagen zum Einsatz.
Nach der Einstellung der Straßenbahn wurden die Fahrzeuge an die Straßenbahn Cherbourg verkauft.

### Strecken und Linien

Liniennetz des Jahres 1909: 10-minütiger Verkehr auf den durchgezogenen, 20-minütiger auf den gestrichelten Linien

Das gesamte Netz war eingleisig angelegt und wies mehrere Ausweichen auf. Die Linien 1 und 2 verkehrten gemeinsam auf dem 1250 m langen Abschnitt im Zentrum zwischen der Rue de Vaucelles und der Rue au Canu. Eine 228 m lange Strecke teilten sich die Linien 2 und 3. Sämtliche Linien trafen sich an der Place Saint-Pierre.
Im Jahr 1907 wurden drei Linien betrieben:
- Linie 1: Gare de l’Ouest–Gare Saint-Martin (2688 m)
- Linie 2: Octroi de Falaise–Maladrerie (4978 m), jeder zweite Zug nur bis zur Ecke Rue de Bayeux / Rue de Bicoquet
- Linie 3: Pont de Courtonne–Venoix (3388 m), jeder zweite Zug nur bis zum Anfang der Rue de Bayeux

Die Betriebszeiten waren von 7 bis 22 Uhr, die Zugfolge betrug jeweils zehn Minuten.

### Infrastruktur
Der Betriebshof wurde in der Verlängerung der Linie 3 in der Rue Fresnel in der Innenstadt angelegt.

## TVR

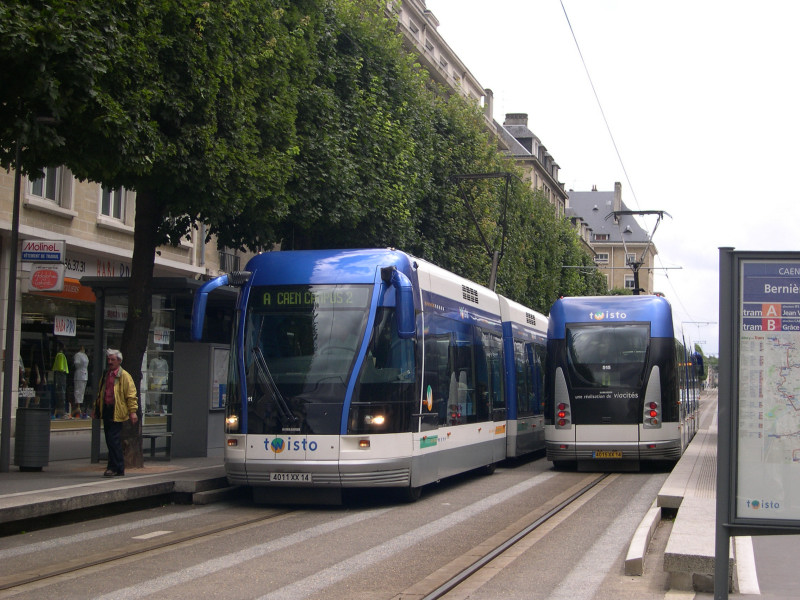
Begegnung zweier TVR in der Innenstadt

Linien des stillgelegten TVR

Mit den Planungen für ein neues Nahverkehrssystem für Caen wurde bereits im Jahr 1988 begonnen. Da man eine klassische Straßenbahn als zu teuer erachtete, fiel die Wahl auf das damals zukunftsweisende TVR-System des Typs Tramway sur pneumatiques. Nach einer Bauzeit von drei Jahren wurde es schließlich am 18. November 2002 eröffnet. Insgesamt wurden 15,7 km Strecke in Betrieb genommen, auf denen zwei Linien verkehrten. Sie teilten sich eine Stammstrecke, die die Stadt in Nord-Süd-Richtung durchquerte, und verzweigten sich an deren Enden.
Wegen der großen Pannenanfälligkeit, die zu Kapazitätsengpässen während der Hauptverkehrszeit führte, und der hohen Unterhaltungskosten verkehrte sich der ursprünglich erwartete finanzielle Vorteil des Systems TVR ins Gegenteil. Am 14. Dezember 2011 wurde daher entschieden, das TVR-System im Jahr 2016 stillzulegen und bis zum Jahr 2018 auf den gleichen Strecken eine konventionelle Straßenbahn zu bauen, zumal Bombardier bereits angekündigt hatte, das Konzept TVR nicht weiter zu verfolgen. Jedoch verzögerte sich die Umwandlung, bis zum 31. Dezember 2017 waren TVR-Züge im Fahrgastverkehr unterwegs.

## Neue Straßenbahn

### Strecken und Linien
Im Sommer 2019 wurden drei Straßenbahnlinien mit insgesamt 16,2 km Länge in Betrieb genommen. Sie verbinden Caen mit den Vororten Hérouville-Saint-Clair, Ifs und Fleury-sur-Orne. Die offizielle Eröffnung erfolgte im Rahmen eines großen Bürgerfestes am 27. Juli 2019.
Alle Linien nutzen in der Innenstadt von Caen einen gemeinsamen Streckenabschnitt bzw. Teile davon. Von den 37 Haltestellen werden fünf in der Innenstadt liegende von allen drei Linien bedient. Nördlich verzweigt sich diese Stammstrecke in Äste nach Caen Campus 2 und Hérouville-Saint-Clair. Im südlichen Zentrum ist ein kurzer Abzweig von Quai de Juillet zur Station Presqu’ile vorgesehen. Weiter südlich teilt sich die Stammstrecke an der Station Poincaré in Zweige nach Fleury und Ifs. 74.000 Einwohner, 47.000 Arbeitsplätze und 27.000 Schüler und Studenten sind von der neuen Straßenbahn erschlossen.
Die normalspurigen Gleise wurden auf den bisherigen Fahrbahnen des TVR verlegt, dazu kamen 1,5 km Neubaustrecken. Etwa die Hälfte der Strecken ist als Rasengleis ausgeführt, die Länge der Haltestellen wurde an die der Straßenbahnfahrzeuge angepasst. Die Baukosten wurden mit knapp 250 Millionen Euro veranschlagt.

### Fahrzeuge
Für die neue Straßenbahn wurden vom Gemeindeverband Caen-la-Mer (Communauté urbaine Caen la Mer) 23 fünfteilige Niederflurtriebwagen des Typs Alstom Citadis 305 bestellt. Der erste Straßenbahntriebwagen für Caen wurde am 10. Juli 2018 im Herstellerwerk in La Rochelle vorgestellt, die Auslieferung der 23 bestellten Fahrzeuge begann am 8. Oktober 2018. Sie sind 33 m lang und 2,40 m breit. Für die Fahrzeuge waren insgesamt Kosten von 51,5 Millionen Euro veranschlagt. Ab Dezember 2018 waren die ersten Bahnen zu Testfahrten in Caen unterwegs.
Die Triebwagen tragen die Betriebsnummern 1001 bis 1023, der Wagen 1009 trägt eine Ganzreklame für die neue Straßenbahn. Drei weitere typengleiche Fahrzeuge wurden 2019 nachbestellt. Das Design wurde nach einer Umfrage festgelegt.

### Betriebshof
Der Straßenbahnbetrieb erhielt einen Betriebshof in der Gemeinde Fleury-sur-Orne. Er wurde im März 2019 fertiggestellt und umfasst alle Wartungs- und Überwachungseinrichtungen einschließlich der Leitstelle.